# 自由党 (日本 1890-1898)

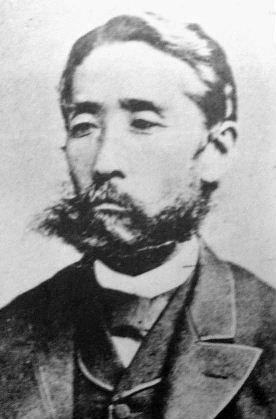
板垣退助（1886年頃撮影）

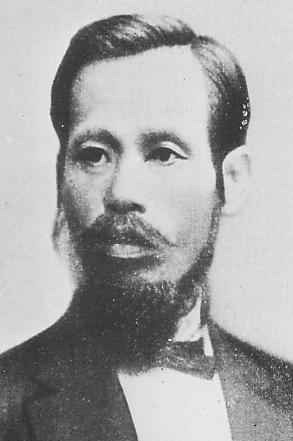
大井憲太郎

自由党（じゆうとう）は、明治時代の日本の政党。結党時の党名は立憲自由党（りっけんじゆうとう）。

## 概要
人脈的な源流は、明治14年（1881年）に結成された同名の政党『自由党』（以下、「旧自由党」）にさかのぼる。旧自由党は、明治前期の自由民権運動の高まりの中で、帝国議会への進出を目標として、板垣退助を首班に結成されたが、党内の不満分子の暴発や政府の弾圧に耐えかねて明治17年（1884年）に解党、分裂した。
その後、旧自由党勢力の再結集運動（大同団結運動）を経て、帝国議会創設直前の明治23年（1890年）、同名の組織「自由党」（当初は"立憲自由党"）として、再合流を果たした（本記事の自由党の法人格としての起源はこの時である）。
初期議会においては、立憲改進党とともに衆議院の二大勢力を構成しており、内閣を組織した政府、改進党と三つ巴の政局を展開し、第2次伊藤内閣では与党として国政に参画する。第3次伊藤内閣の時に国政復帰が藩閥政府側の都合で流れたことがきっかけで改進党と共闘し、明治31年（1898年）、改進党と合流、憲政党を結党するにあたり、自由党は解党した。

## 歴史
自由民権運動を牽引した旧自由党の解党後、その勢力は数派に分裂していたが、1890年（明治23年）7月1日の第1回衆議院議員総選挙において自由民権勢力（民党）が衆議院の過半数を獲得したのを契機に、合同の機運が高まる。9月15日、愛国公党（旧自由党を率いた板垣退助の直系、土佐派）、自由党（大井憲太郎派、関東派）、大同倶楽部（河野広中派）、九州同志会の4派が合同して立憲自由党が成立。衆議院では130名を占めて第1党となる（院内会派名は弥生倶楽部）。
同年末の帝国議会開会を前にして、党の最高権威である常議員会の選出と、党則の作成が行われたが、この時、一部の府県では、選出する常議員を巡って旧党派間で争いが起き、本部の裁定を要した県も出る始末であった。更に、党則作成をはじめとする常議員会の運営においても、常議員が壮士を警護や会合の傍聴席に動員しており、会合は壮士の野次や壮士同士の衝突などが頻発、議員は会合参加時のみならず、出歩く際にも襲撃の危険にさらされ、独自に壮士を雇って護衛役としていた。9月から11月にかけて常議員数十人が脱党、国民自由党を組織した（衆議院議員としては5議席）。
更に、常議員に選ばれたのが自由民権運動時代からの各党派の幹部が少なくなかったのに対し、衆議院議員は現職の府県会議員が運動家によってスカウトされて立候補、当選したケースが多く、党運営のみならず、議会対応においても、現職の議員（議員団）よりも非議員の常議員会（院外団）の方がイニシアチブを取りやすく、議員団は常議員会による討議を議会において実施する、という権力構造が想定されていた。これは特に、常議員会の多数を占め、初期の自由党の運営をリードした大井派（関東派）において顕著で、議員団の中では関東派は少数勢力で、領袖の大井自身も非議員であった。同年11月29日に召集された第1回帝国議会においては、第1次山縣内閣が提出した予算案に対して、「民力休養・政費節減」を掲げて激しく対立、衆議院予算委員会（大江卓委員長）は、政府案を大幅に削減した査定案を作成した。また、この予算組み替えが、憲法67条の規定に照らし合わせて、政府の事前承認を得る必要があるか、という点が問題になったが、翌明治24年（1891年）2月1日、議員総会において、同意は両院通過後で構わない、という強硬な意見が通った。
議員団側も巻き返しを図り、1月19日に開かれた臨時党大会において、院外団の権限をさらに強化する党則の改正決議は保留し、代議士の常議員会への出席の権利、臨時評議会の廃止などが、大井派の反対を押しのけて成立した。一方の政府側も、上述の67条の議会予算査定権の制限、議会解散をほのめかす強硬な態度をとり、議員団の側も、初の議会でいきなり国政の決裂（衆議院解散）を招くのは気がひけ、徐々に院外団の圧力からの脱却を模索し始める。その矢先の2月20日、衆議院本会議において、温和派の大成会（天野若円議員）が提案した、事前同意を必要とする旨の緊急決議に対して、土佐派の議員26名が造反して賛成、動議は可決された。これらの議員は24日に、院外団の専横への憤懣を書き連ねた「脱党理由書」を残して自由党を離脱、自由倶楽部を結成するが、残された議員も彼らの憤懣には同意するところがあり同情的で、追及は鈍かった。
3月7日に議会が閉会すると、院外団の圧力でガタガタになった党勢を立て直すべく、組織改革が行われる。欧州留学から帰国した星亨が大井ら反対派を抑え、3月19日、党大会において、専制的な権限を持つ「総理」を設け、板垣がこれに就任した。更に、これに続く幹事（定数3）を総理による任命制とし、常議員会は「参務会」と改称するとともに、議決機関ではなく諮問機関とした。この時、党名を「自由党」に改名する。更に同年10月15日の党大会では、大会の成員を代議士と若干の院外党員で成立するように変更し、参務会は廃止されるなど、完全に代議士を中心とした党体制に移行した。上述の自由倶楽部も、板垣の党総理就任と前後して、復党する。一方の大井は、星との闘争に敗れて脱党（1892年6月28日）、東洋自由党を結成するも、かつて差配した関東派は星の側について動かず、大井の政治力はほぼそのまま星に引き継がれる形となった。以降、自由党内は大きく4つの派閥に分かれた（慣例上、初期の地盤の地域名で呼称されることが多いが、実際の所属代議士の選挙区等できれいに別れるわけではない）。
- 関東派…領袖：星亨
- 東北派…領袖：河野広中
- 土佐派…領袖：林有造
- 九州派…領袖：松田正久

明治25年（1892年）2月15日、第2回衆議院議員総選挙では、引き続き比較第一党を維持する。この選挙では、内務省（品川弥二郎内務大臣）による大規模な選挙干渉が行われており、直後の第3回帝国議会（5月6日召集）では政府と民党が鋭く対決するが、一方で党の上層部は藩閥との妥協を模索しており、自由党では河野広中院内総理が、末松謙澄（伊藤博文筆頭元老の娘婿）を窓口として密談を重ねた。しかし、第1次松方内閣の側では、内務省（選挙干渉を主導した白根専一次官ら）や温和派が民党との連携に猛反対、松方正義首相の統制が効かなくなり、交渉は進展しなかった。
松方内閣はほどなく崩壊し、8月8日、第2次伊藤内閣が発足。11月29日、第4回帝国議会召集。自由党は再び対決モードに戻り、翌年度予算案審議においては軍艦建造費を全額削除するなど予算の1割削減を査定する。内閣はこれに対して、明治天皇による、いわゆる「和衷協同詔勅」渙発により事態を打開する。
明治26年（1893年）夏、衆議院議長に就任していた星亨の、相馬事件への関与を巡って世論の非難の声が高まり、自由党内では星の処置について対応を迫られたが、星が率いる関東派を、河野以下東北派が攻撃、土佐派が前者、九州派が後者の肩を持ち、真っ二つに分かれることとなった。板垣党総理が星を擁護したこともあり、11月29日の議会における議長不信任決議案は、党議では「反対」で臨んだものの、他党の賛成多数で可決。これに対して星が議長辞任を拒否して混乱する最中、12月2日、東北派、九州派の議員14名が脱党、同志倶楽部を結成。星は12月4日に脱党届を提出、13日に衆議院より除名された（その後、翌年の総選挙で当選し、自由党にも再入党した）。
この頃から、自由党は伊藤内閣への接近を再び開始する。第5回帝国議会（1893年11月28日召集）において、立憲改進党以下、他党は硬六派を結成したが、自由党はこれに加わらず、行政整理の実施について政府を追及した。第3回衆議院議員総選挙（1894年3月1日投開票）においても、第一党を維持。第6回帝国議会（5月15日召集）では、硬六派による内閣弾劾上奏案は反対して否決したが、これとは別に「内閣の行為に関する弾劾上奏案」を提出、こちらは可決された。短期間での再解散後、第4回衆議院議員総選挙（9月1日投開票）においても引き続き第一党を維持。解散中に日清戦争が勃発し、自由党は硬六派とともに政争を中止、政府の戦争遂行に協力した。
日清戦争は翌明治28年（1895年）4月17日、下関条約の締結によって終結したが、直後の23日、三国干渉が行われる。政府と民党との蜜月関係は終結し、硬六派は再び政府攻撃を開始する。自由党はこの動きにはくみせず、5月9日、党本部より議員に向けて、運動にかかわらないよう通達されている。6月頃には、林有造（土佐派領袖）を窓口として内閣との接触を行い、7月17日、党代議士会において、政府の対外政策と歩調を合わせることを議決する。この連携には、党内では星率いる関東派が否定的であったが、河野・林・松田の三派が星派の反発を抑えた。提携宣言書は11月22日に手交された。第9回帝国議会（12月28日召集）においては、硬六派の攻撃を、自由党が閣外協力する形で乗り切る。ただし、官僚機構内部では、山縣有朋元老を筆頭に政党との連携に反対する勢力が大きく、自由党提出の法案が貴族院で否決されることもあった。議会閉会後の明治29年（1896年）4月14日には、板垣は内相として入閣している。また、党内で連携に反対していた星は、27日に駐米公使となって渡米した。伊藤は更に改進党との連携、大隈重信の入閣による挙国一致体制を狙ったが、板垣が反対し、これは流れる。戦後処理が一段落したこともあり、第2次伊藤内閣は8月27日に総辞職、板垣の入閣期間は4か月ほどであった。
かわって成立した第2次松方内閣では、立憲改進党改め進歩党が与党入り、大隈が外相に就任したほか、政党人が政府要職に就き、松隈内閣と通称された。自由党は野党に転落したが、これによって、伊藤との連携を積極的に進めていた河野は党内で孤立する。更に、第10回帝国議会（12月25日召集）にて行われた議長選挙で、自由党は国民協会の佐々友房を推したが、河野派の一部が薩摩閥（松方内閣）と共謀して造反し、進歩党の鳩山和夫が議長に就任する。河野は党内に居場所を失い。翌明治30年（1897年）2月、自由党を脱党する。
第2次松方内閣は、政党人の政府入りやそれに伴う薩摩閥内部での松方首相への反発などで政府内に軋轢が生じ、伊藤、板垣らは、政権復帰を目指す。11月6日に進歩党が党議により薩摩閥との提携を断絶、大隈以下が政府から引き上げると、薩摩閥は自由党を勧誘し始めた。自由党では松田が薩摩閥と近く、松田が高島鞆之助陸相らを相手に交渉し、
- 大臣二枠を譲ること
- 知事五人を任命すること
- 自由党の政見を採用すること

この3点で合意に達する。しかし、林ら土佐派は薩摩閥との連携に強固に反対する。12月15日、党大会において、党は松田の薩閥連携を否決する。立ち行かなくなった松方内閣は、25日、第11回帝国議会冒頭で内閣不信任案を突きつけられ、衆議院解散、即日内閣総辞職した。
松方内閣の総辞職後、伊藤が後継首相として第3次伊藤内閣を組織する。自由党は、第2次内閣に引き続き与党となる予定であったが、伊藤は進歩党も含めた大連立を構想しており、互いに反目した自由、進歩両党の条件闘争の調整がつかず、総選挙前の連立政権樹立を断念する。第5回衆議院議員総選挙（1898年3月15日投開票）では、自由党が進歩党を1議席差で上回り、第一党を維持する。選挙後、伊藤と自由党との間で連立交渉が進み、板垣の入閣で合意に達する。しかし、伊藤が閣議ではこれを提案したところ、井上馨蔵相以下大臣が反対し、入閣は流れてしまう。4月19日、党本部は伊藤内閣との断絶を決定する。伊藤内閣は少数与党体制で第12回帝国議会（5月19日召集）に臨み、自由党は進歩党とともに野党同士として対峙する。政府提出の地租増徴案が自由・進歩両党を含む大差で否決され、議会運営は早々に行き詰まり、6月10日、前回選挙からわずか3か月で、伊藤内閣は衆議院解散に踏み切った。
この直後、自由党、進歩党の間で合同の機運が持ち上がり、22日、両党が合同して憲政党が誕生。自由党は一旦その役目を終えることとなった。
後史
憲政党の結党により、選挙後の政権運命のめどがつかなくなった伊藤は総辞職、後継には合同直後の憲政党の板垣・大隈両名を推薦する。かくして、史上初の政党内閣である第1次大隈内閣（隈板内閣）が誕生したが、旧自由・進歩両勢力が角逐を散らし、ほどなく党は分裂、政権も崩壊する。
旧自由党勢力は、旧進歩党側を出し抜く形で同名の政党「憲政党」を結成し、実質的に自由党が復活する。その後、4度目の組閣をした伊藤の求めに応じる形で立憲政友会を結成、戦前の二大政党制の雄として発展する。戦中の解党と翼賛政治連盟への合流、戦後の離合集散を経て、最終的に保守合同により自由民主党に合流している。